# Ленинка (Скопинский район)
Ленинка — деревня в Скопинском районе Рязанской области. Входит в Шелемишевское сельское поселение.

## География
Находится в западной части Рязанской области на расстоянии приблизительно 16 км на восток по прямой от железнодорожного вокзала в городе Скопин.

## История
На карте 1850 года населенных пунктов на месте нынешней деревни еще не было отмечен. Зато на карте 1941 годы здесь был отмечен поселок Ленинский.

## Население
Численность населения: 9 человек в 2002 году (русские 100 %), 3 в 2010.